# Meat Loaf
Michael Lee Aday (nacido como Marvin Lee Aday; Dallas, Texas, 27 de septiembre de 1947-Nashville, Tennessee, 20 de enero de 2022), más conocido como Meat Loaf, fue un cantante, compositor y actor estadounidense.
Su trilogía de álbumes Bat Out of Hell (Bat Out of Hell, Bat Out of Hell II: Back into Hell y Bat Out of Hell III: The Monster Is Loose) ha vendido más de 50 millones de copias en todo el mundo. Más de cuarenta años después de su publicación, Bat Out of Hell aún vende un estimado de 200.000 copias anuales, convirtiéndolo en uno de los álbumes más exitosos de la historia de la música.
Es uno de los artistas musicales con mayores ventas de todos los tiempos, registrando más de 80 millones de copias vendidas de sus álbumes a nivel mundial. Fue igualmente nominado al Grammy a la mejor interpretación vocal de rock por el tema I'd Do Anything For Love (But I Won't Do That) que ganó en 1993.
Paralelo a su carrera como músico, apareció en más de cincuenta películas y programas de televisión. Sus papeles más notables incluyen a Eddie en The Rocky Horror Picture Show (1975), Robert "Bob" Paulson en Fight Club (1999) y "The Lizard" en The 51st State (2002). También registró actuaciones como estrella invitada en programas de televisión como Monk, Glee, South Park, House y Tales from the Crypt.
Murió el 20 de enero de 2022 por complicaciones derivadas por el Covid-19.

## Biografía

### Primeros años
Michael Lee Aday nació el 27 de septiembre de 1947 en Dallas, Texas. Fue el primer hijo de Wilma Artie (nacida Hukel), una maestra de escuela y miembro de un cuarteto de góspel, y Orvis Wesley Artie, un oficial de policía.  
Su padre era un bebedor empedernido que tenía por costumbre salir a beber en bares y no volvía durante días. Michael y su madre conducían durante horas buscándolo en todos los bares de Dallas para llevarlo a casa. Debido a esto, Michael frecuentemente se quedaba en la casa de su abuela, Charlsee Norrod.
En 1965, Aday se graduó de la secundaria Thomas Jefferson, habiendo comenzado su carrera de actor a través de producciones teatrales escolares como Where's Charley? y The Music Man. Después de asistir a la universidad en Lubbock Christian College, continuó con su educación superior en la Universidad del Norte de Texas. 
Tras recibir la herencia por la muerte de su madre, alquiló un apartamento en Dallas y se aisló durante tres meses y medio. Finalmente, un amigo lo encontró. Poco tiempo después fue al aeropuerto y tomó el siguiente vuelo que salía. El avión lo llevó a Los Ángeles.

### Carrera musical
En la ciudad de Los Ángeles, Aday formó su primera banda, "Meat Loaf Soul", después de un apodo acuñado por su entrenador de fútbol debido a su sobrepeso. Durante la grabación de su primera canción, logró cantar una nota tan alta que fundió un fusible en el monitor de grabación. Inmediatamente le ofrecieron tres contratos de grabación, los cuales rechazó. 
El primer concierto de la banda Meat Loaf Soul ocurrió en Huntington Beach en 1968 en un local llamado The Cave, donde sirvió de acto de apertura para la banda del británico Van Morrison, Them. Mientras interpretaban su versión de la canción "Smokestack Lightning" del estadounidense Howlin' Wolf, la máquina de humo que utilizaban sufrió una avería y el club tuvo que ser evacuado. Más tarde la banda fue el acto de apertura en la Universidad Estatal de California en Northridge para los grupos locales Renaissance Taj Mahal y la cantante Janis Joplin. 
La agrupación empezó a experimentar cambios en su formación y en su nombre. Los nuevos nombres de banda incluyeron Popcorn Blizzard y Floating Circus. Como Floating Circus, abrieron recitales de The Who, The Fugs, The Stooges, MC5, Grateful Dead y The Grease Band. Su éxito local les llevó a lanzar un sencillo, "Once Upon a Time", respaldado por la canción "Hello". Acto seguido fue invitado a unirse al elenco del musical Hair en Los Ángeles. 
Durante una entrevista con la estación de radio neozelandesa ZM, Meat Loaf declaró que la mayor lucha que tuvo que superar en la vida fue no ser tomado en serio inicialmente en la industria de la música.

#### Stoney & MeatloafyMore Than You Deserve

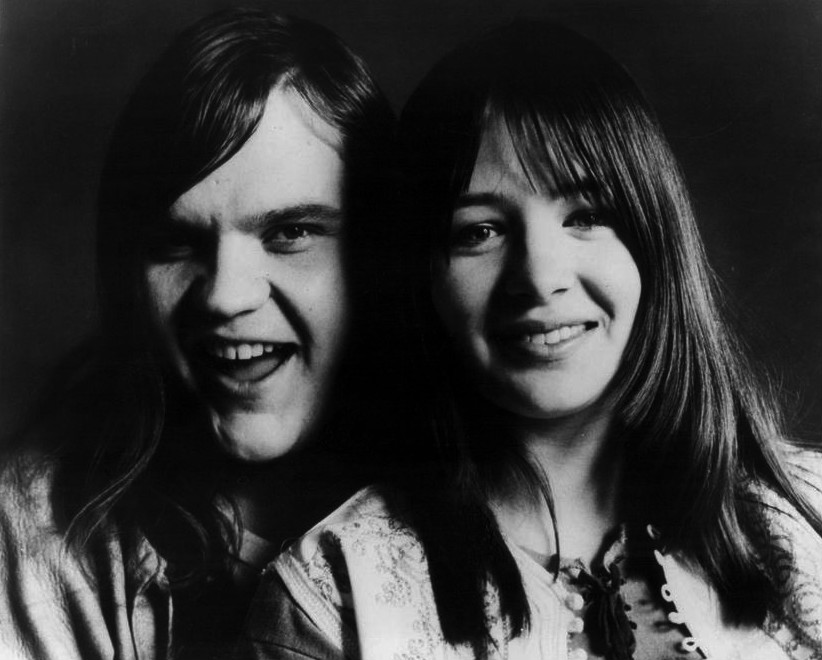
Meat Loaf (izquierda) y Stoney Murphy grabaron el álbum Stoney & Meatloaf en 1971.

Con la publicidad generada por Hair, fue invitado a grabar con la prestigiosa discográfica Motown. Le sugirieron que realizara un dúo con la cantante Shaun "Stoney" Murphy, quien había actuado con él en Hair, a lo que accedió. El equipo de producción de Motown a cargo del álbum escribió y seleccionó las canciones mientras que Meat Loaf y Stoney simplemente aportaron sus respectivas voces. 
El álbum, titulado Stoney & Meatloaf, fue terminado en el verano de 1971 y publicado en septiembre de ese mismo año. Un sencillo publicado antes del álbum, "What You See Is What You Get", alcanzó el número treinta y seis en la lista Best Selling Soul Singles (la misma lista se titula en la actualidad Hot R&B/Hip-Hop Songs) y el número setenta y uno en la lista Billboard Hot 100. 
Para apoyar su álbum, ambos músicos hicieron una gira con la banda Jake Wade and The Soul Searchers, compartiendo escenario con Richie Havens, The Who, The Stooges, Bob Seger, Alice Cooper y Rare Earth. Meat Loaf se fue poco después de que Motown reemplazara en la canción "Who Is the Leader of the People" su voz y la de Stoney por la de Edwin Starr. El álbum fue publicado después del éxito de Meat Loaf sin la voz de Stoney.
Después de la gira se reunió con el elenco de Hair, esta vez en Broadway. Tras contratar un agente, hizo una audición para la producción del musical More Than You Deserve en el Teatro Público. Durante la audición conoció a su futuro colaborador, el compositor Jim Steinman. Más adelante apareció en el musical As You Like It con Raúl Juliá y Mary Beth Hurt. Grabó un sencillo para More Than You Deserve con una versión de la canción "Presence of the Lord" como lado B. Sólo pudo conservar tres copias del sencillo, pues la compañía discográfica no permitió que se publicara. Lo grabó de nuevo en 1981 usando una voz un poco más áspera.

#### The Rocky Horror Picture ShowyFree-for-All

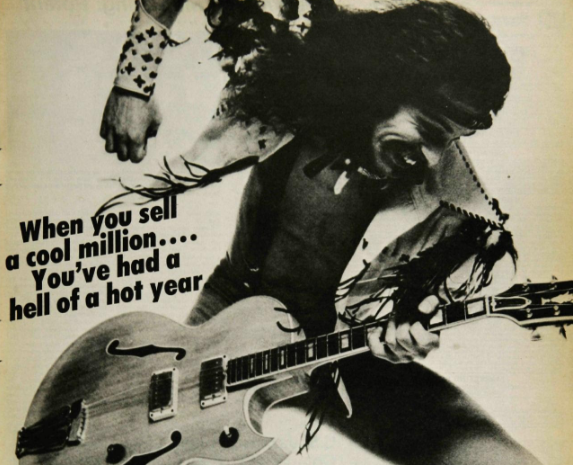
Meat Loaf aportó su voz en cinco canciones del álbum Free-for-All de Ted Nugent en 1976.

Durante el invierno de 1973 el cantante integró el reparto del musical The Rocky Horror Show, interpretando los papeles de Eddie y del doctor Everett Scott. El éxito del musical llevó a la filmación de la icónica película The Rocky Horror Picture Show, en la que Meat Loaf interpretó solamente el papel de Eddie, una decisión que, según él, hizo que la película no fuera tan buena como el musical.
Durante la misma época, Meat Loaf y Jim Steinman comenzaron a trabajar en el álbum Bat Out of Hell. El músico convenció a Epic Records para grabar cuatro vídeoclips, "Bat Out of Hell", "Paradise by the Dashboard Light", "You Took the Words Right Out of My Mouth" y "Two Out of Three Ain't Bad". Luego convenció a Lou Adler, el productor de The Rocky Horror, para que presentara el vídeo de "Paradise" como tráiler de la película. 
Durante la grabación de la banda sonora de The Rocky Horror, grabó dos canciones más: "Stand by Me" (una versión de Ben E. King) y "Clap Your Hands". Las canciones permanecieron inéditas hasta 1984, cuando aparecieron como lados B del sencillo "Nowhere Fast".
En 1976 fue invitado a grabar las voces en el álbum Free-for-All del músico Ted Nugent tras el abandono temporal de Derek St. Holmes, vocalista principal de la banda de Nugent. Meat Loaf cantó en cinco de las nueve canciones del álbum. El cantante recibió la suma de mil dólares por su participación en la grabación.

#### Bat Out of Helly éxito internacional
Meat Loaf y Jim Steinman iniciaron la grabación del álbum Bat Out of Hell en 1972, pero redoblaron sus esfuerzos hacia finales de 1974. El cantante decidió dejar el teatro y concentrarse exclusivamente en su carrera musical, aunque apareció en el musical Lemmings en Broadway en reemplazo de John Belushi. Fue en este espectáculo que Meat Loaf conoció a la vocalista Ellen Foley, quien cantó junto a él las canciones "Paradise by the Dashboard Light" y "Bat Out of Hell" en el álbum Bat Out of Hell.
Tras su participación en Lemmings, empezó a trabajar con Steinman buscando un contrato discográfico. Sus planteamientos fueron rechazados por cada compañía discográfica, porque sus canciones no encajaban en ningún estilo específico reconocido de la industria musical. Finalmente interpretaron las canciones para Todd Rundgren, quien decidió producir el álbum, así como tocar la guitarra principal (otros miembros de la banda de Rundgren, Utopia, participaron en la grabación del disco). Finalmente la discográfica Cleveland International decidió promover el disco. En octubre de 1977, Bat Out of Hell fue finalmente liberado.
Meat Loaf y Steinman formaron la banda The Neverland Express para brindar recitales en soporte de Bat Out of Hell. Su primer concierto fue abriendo para Cheap Trick en Chicago. El cantante ganó exposición nacional como invitado musical en Saturday Night Live el 25 de marzo de 1978. El anfitrión invitado, Christopher Lee, se encargó de presentarlo ante el público.
Bat Out of Hell fue un éxito instantáneo. Ha vendido aproximadamente 43 millones de copias en todo el mundo (15 millones de copias en los Estados Unidos), lo que lo convierte en uno de los álbumes más vendidos de todos los tiempos. Sólo en el Reino Unido, sus más de dos millones de ventas lo sitúan en el puesto número 38 en las listas de ventas históricas.

#### Dead Ringer

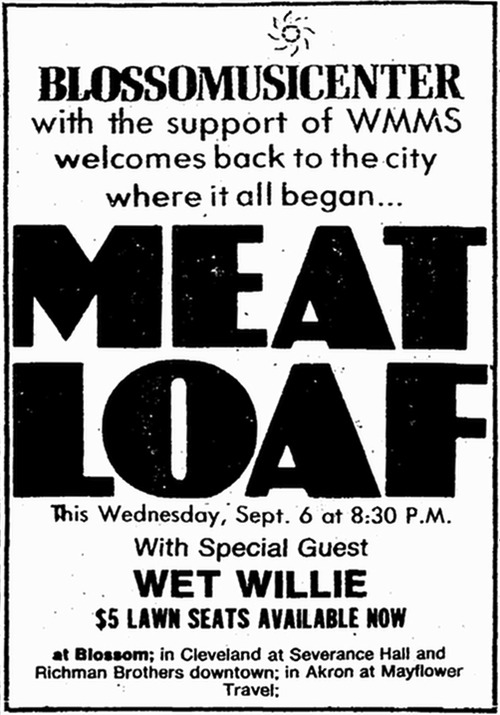
Afiche promocional de un concierto de Meat Loaf en 1978.

En 1976, el cantante apareció en el musical de Broadway Rockabye Hamlet. Steinman empezó a trabajar en Bad for Good, el álbum que supuestamente sería la continuación de Bat Out of Hell. Según algunas versiones, Meat Loaf decidió tomarse un tiempo de descanso que la discográfica no aceptó. Al parecer el cantante comenzó a padecer una afección en las cuerdas vocales, achacado a un origen psicológico al descartarse su origen físico. Este problema le hizo abandonar temporalmente los escenarios. Lo cierto es que el disco finalmente salió al mercado como una obra solista de Steinman.
En 1981 el cantante se encontraba en graves dificultades económicas, y su trabajo como actor, así como su disco Dead Ringer, no tuvieron el éxito esperado inicialmente. El disco de Jim Steinman y el del propio Meat Loaf competían en las tiendas y en las campañas de márquetin, pues el disco de Steinman llevaba la leyenda del "creador de Bat Out Of Hell". Sin embargo, la canción "Dead Ringer for Love" logró impulsar las ventas del disco y alcanzó la quinta posición en las listas de éxitos británicas, permaneciendo allí durante 19 sorprendentes semanas. Cher aportó la voz femenina principal en la canción.
Finalmente, el álbum logró encabezar las listas británicas, apoyado por los sencillos "Dead Ringer for Love", "I'm Gonna Love Her for Both of Us" y "Read 'Em and Weep".

#### Midnight at the Lost and Found
Tras una disputa con su antiguo compositor Jim Steinman, Meat Loaf se vio obligado contractualmente a lanzar un nuevo álbum. Luchando por ganar tiempo, y con ninguna resolución a sus argumentos con Steinman en el horizonte (eventualmente, Steinman demandó a Meat Loaf, quien posteriormente también demandó a Steinman), se vio forzado a encontrar compositores dondequiera que pudiera. El álbum resultante fue Midnight at the Lost and Found.
Según Meat Loaf, Steinman compuso las canciones "Total Eclipse of the Heart" y "Making Love Out of Nothing at All" para ser incluidas en este álbum. Sin embargo, la compañía discográfica de Meat Loaf se negó a pagarle a Steinman. Probablemente esta decisión fue un error, ya que la versión de Bonnie Tyler de "Total Eclipse" y la versión de Air Supply de "Making Love" encabezaron las listas de éxitos, ocupando el primer y segundo puesto respectivamente en 1983.
El 5 de diciembre de 1981, Meat Loaf y The Neverland Express fueron los invitados musicales en Saturday Night Live, donde él y su compañero de elenco en The Rocky Horror Picture Show, Tim Curry, representaron una obra de teatro basada en la película. Más tarde, Curry interpretó "The Zucchini Song" y Meat Loaf y su banda interpretaron "Bat Out of Hell" y "Promised Land".
Su gira de 1983 fue un éxito en Europa, pero sus problemas económicos se agravaron debido a demandas judiciales desde su primera discográfica. La canción "Wolf At Your Door", incluida en Midnight at the Lost and Found, hace referencia a sus múltiples problemas económicos.

#### Bad AttitudeyBlind Before I Stop
En 1984 cambió de compañía discográfica, eligiendo a Arista Records -que previamente había rechazado Bat Out of Hell- para grabar las canciones "Bad Attitude" y "Blind Before I Stop". El nuevo álbum, Bad Attitude, fue publicado a finales de 1984. "Modern Girl" fue el más exitoso de los sencillos publicados en soporte del álbum, contando con la colaboración vocal de Clare Torry, reconocida por su participación en la grabación del disco Dark Side of the Moon de Pink Floyd en 1973.
En 1985 el cantante se dedicó a realizar algunos sketches de comedia en Inglaterra con el actor y humorista Hugh Laurie. En algún momento del año intentó hacer stand up comedy, presentándose varias veces en Connecticut. Un año después se reunió con el cantautor John Parr para empezar a grabar un nuevo álbum, Blind Before I Stop. El disco fue publicado en 1986 con la producción, la mezcla y la influencia general de Frank Farian. Meat Loaf escribió tres de las canciones del álbum. "Rock 'n' Roll Mercenaries" fue publicada como sencillo en el Reino Unido, canción en la que el cantante realiza un dúo con John Parr. Otro sencillo lanzado en el Reino Unido fue "Special Girl".
Según la autobiografía del músico publicada en 1998, el álbum no obtuvo buenas ventas debido principalmente a su estilo de producción. En la Unión Soviética, Blind Before I Stop fue el primer disco de Meat Loaf al que se le permitió su comercialización, principalmente por coincidir con el colapso de la Cortina de Hierro.

#### Bat Out of Hell II: Back into Hell
Después del éxito cosechado con las giras de conciertos en la década de 1980, Meat Loaf y Steinman dejaron a un lado sus diferencias y empezaron a trabajar durante la Navidad de 1990 en la secuela del exitoso Bat Out of Hell. Dos años después, Bat Out of Hell II: Back into Hell fue terminado. El entonces mánager del artista, Tommy Manzi, afirmó más tarde a HitQuarters que los conocedores de la industria de la música no estaban muy entusiasmados con la idea de un regreso, y que consideraban el proyecto como "una broma". El éxito inmediato de Bat Out of Hell II rápidamente demostró que los que dudaban estaban equivocados, con el álbum vendiendo más de 15 millones de copias y el sencillo "I'd Do Anything for Love (But I Won't Do That)" alcanzando el número uno en 28 países. Meat Loaf ganó el premio Grammy en la categoría de Mejor Interpretación Vocal Solista de Rock en 1993 por esta canción, que se mantuvo en el número uno de las listas de éxitos del Reino Unido durante siete semanas consecutivas.
En el sencillo aparece una vocalista femenina a la que sólo se le atribuye el título de "Señora Loud". Más tarde fue identificada como Lorraine Crosby, una cantante inglesa. Meat Loaf promovió la canción en vivo con la vocalista estadounidense Patti Russo, quien interpretó las voces femeninas principales en toda la gira. El vídeoclip de "I'd Do Anything for Love" fue dirigido por Michael Bay y contó con la fotografía de Daniel Pearl, reconocido por haber filmado la película de horror de 1973 The Texas Chainsaw Massacre. La bella y la bestia y El fantasma de la ópera fueron las principales influencias al momento de grabar el vídeo, en el que la actriz Dana Patrick interpretó al personaje femenino.
También en 1994, Meat Loaf cantó el himno nacional de los Estados Unidos, "The Star Spangled Banner", en el Juego de Estrellas de las Grandes Ligas de Béisbol. Acto seguido, el cantante publicó el sencillo "Rock and Roll Dreams Come Through", el cual alcanzó la posición número trece en los Estados Unidos.

#### Welcome to the Neighbourhood

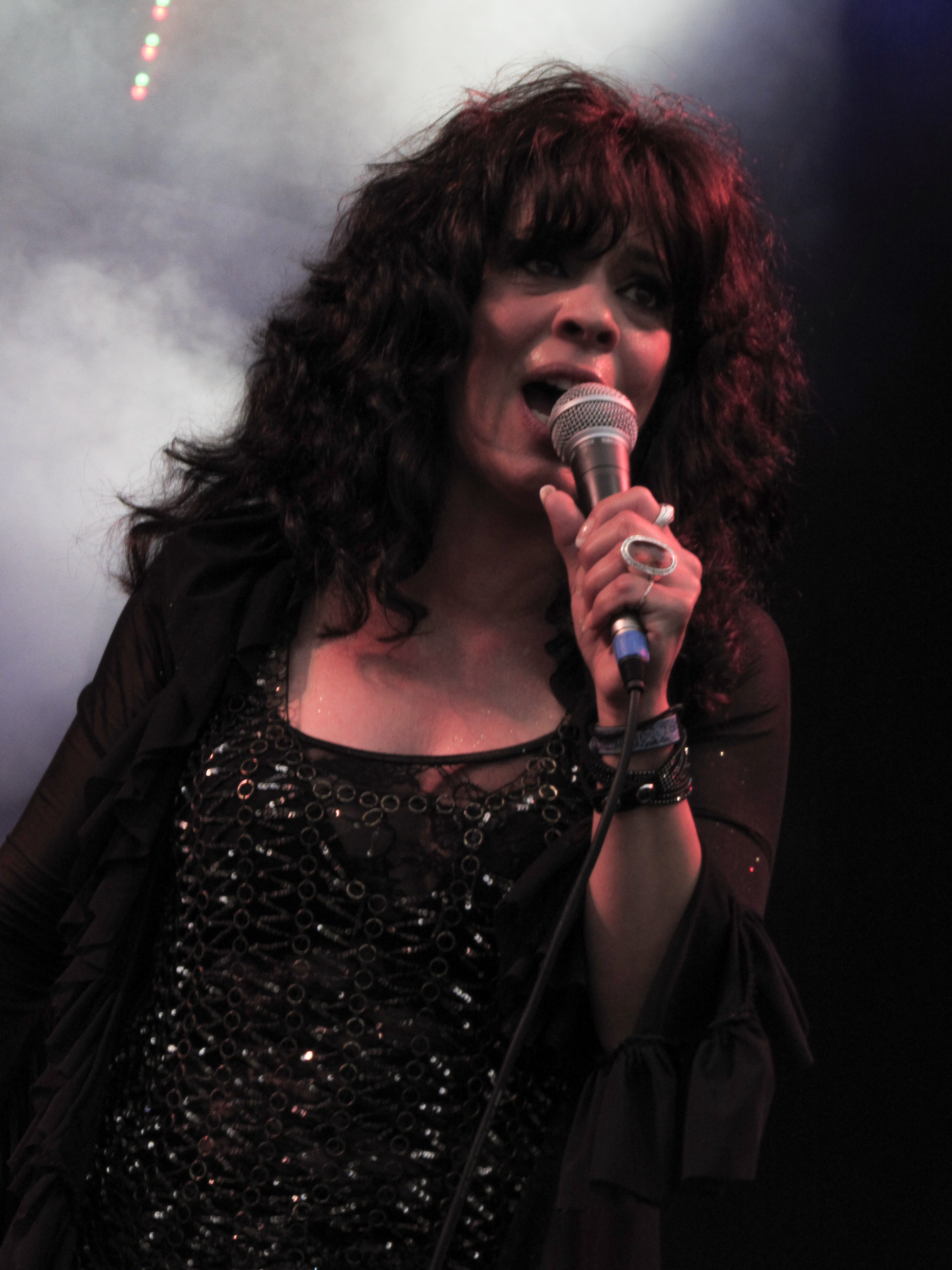
La vocalista Patti Russo se incorporó a la banda de Meat Loaf en 1993.

En 1995 el cantante publicó su séptimo álbum de estudio, Welcome to the Neighbourhood. Logró la certificación de disco de platino en los Estados Unidos y en el Reino Unido y lanzó tres sencillos que llegaron al top 40, incluyendo "I'd Lie for You" (que llegó al número trece en los Estados Unidos y a la segunda posición en el Reino Unido) y "Not a Dry Eye in the House" (séptima posición en las listas del Reino Unido). En la canción "I'd Lie for You (And That's the Truth)" Meat Loaf realizó un dúo con Patti Russo, quien había participado en las giras del músico desde 1993.
De las doce canciones del álbum, dos fueron escritas por Steinman. Ambas son versiones, "Original Sin" de la banda Pandora's Box y "Left in the Dark" de la solista Barbra Streisand. El vídeo contó con un presupuesto superior al de cualquiera de sus vídeos anteriores. Sus otros sencillos, "I'd Lie for You" y "Not a Dry Eye in the House" fueron escritos por Diane Warren.

#### The Very Best of Meat LoafyCouldn't Have Said It Better
En 1998 fue publicado su primer álbum recopilatorio, The Very Best of Meat Loaf. Aunque no pudo llegar al Top 10 en el Reino Unido, logró la certificación de disco de platino en diciembre de ese año. El álbum incluía todas las canciones populares del artista y tres nuevas composiciones. La música de las dos canciones de Steinman fue escrita y compuesta por Andrew Lloyd Webber. Fue publicado un sencillo, "Is Nothing Sacred", compuesto por Steinman con letra de Don Black. La versión incluida en el sencillo contaba con las voces de Patti Russo, mientras que en la versión del álbum solamente aparece Meat Loaf. En el álbum recopilatorio no se incluyó ninguna canción del álbum de 1986 Blind Before I Stop.
En 2003 fue publicado un nuevo álbum de estudio, Couldn't Have Said It Better. Por tercera vez en su carrera lanzó un álbum sin canciones escritas por Steinman (sin contar los bonus tracks en vivo en ediciones especiales). Aunque afirmó en su momento que Couldn't Have Said It Better era "el álbum más perfecto que había hecho desde Bat Out of Hell", no tuvo tanto éxito comercial. El álbum logró un éxito moderado en todo el mundo y alcanzó la cuarta posición en las listas de ventas del Reino Unido, acompañado de una gira mundial y algunos sencillos. En el disco colaboraron muchos escritores, entre ellos Diane Warren y James Michael, a los que se les pidió que contribuyeran también componiendo piezas para el álbum de 2006 Bat Out of Hell III: The Monster Is Loose. Couldn't Have Said It Better incluyó duetos con Patti Russo y Pearl Aday, hija del cantante.

#### Bat Out of Hell III: The Monster Is Loose

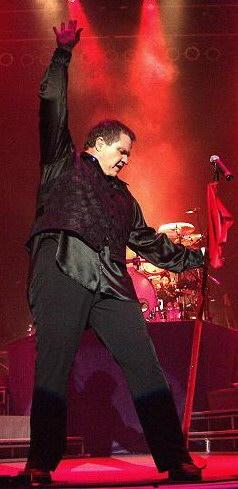
Meat Loaf en vivo en 2004.

En febrero de 2004, el cantante realizó una serie de conciertos apoyado por la Orquesta Sinfónica de Melbourne. A raíz de estas presentaciones fue publicado el álbum en vivo Bat Out of Hell: Live with the Melbourne Symphony Orchestra. También fue publicada una edición en DVD titulada Meat Loaf and The Neverland Express featuring Patti Russo Live with the Melbourne Symphony Orchestra.
Meat Loaf y Steinman habían estado trabajando en la tercera entrega de Bat Out of Hell cuando Steinman sufrió un ataque cardíaco. De acuerdo con el cantante, Steinman estaba demasiado enfermo para trabajar en un proyecto tan demandante. Steinman había registrado legalmente la frase "Bat Out of Hell" como una marca en 1995. En mayo de 2006 Meat Loaf demandó a Steinman y a su gerente en el Tribunal Federal de Distrito de Los Ángeles, solicitando 50 millones de dólares y una orden judicial contra el uso de la frase por parte de Steinman. Como represalia, el compositor y sus representantes intentaron bloquear el lanzamiento del álbum.
En julio de 2006 se llegó a un acuerdo. Según Virgin, "los dos llegaron a un acuerdo amistoso que aseguraba que la música de Jim Steinman continuaría formando parte del legado de Bat Out of Hell". Negando las versiones periodísticas a lo largo de los años de una ruptura entre Meat Loaf y Steinman, el cantante le dijo a Dan Rather que él y Steinman nunca dejaron de hablar, y que las demandas reportadas por la prensa eran entre abogados y gerentes, y no entre ambos artistas.
El álbum fue publicado el 31 de octubre de 2006 con la producción de Desmond Child. El primer sencillo publicado fue "It's All Coming Back to Me Now" (con la colaboración en voces de Marion Raven). El sencillo ocupó la sexta posición en las listas de éxitos británicas, dándole a Meat Loaf su mejor posición en casi once años. El álbum debutó en la octava posición en la lista Billboard 200 y vendió más de ochenta mil copias en su primer fin de semana. El álbum también registra la colaboración vocal de Patti Russo y Jennifer Hudson.
Durante una actuación en el Metro Radio Arena de Newcastle upon Tyne el 31 de octubre de 2007, al momento de interpretar la canción "Paradise by the Dashboard Light", el cantante sugirió a su multitudinaria audiencia que disfrutara esa actuación como si fuera la última de su carrera. Intentó cantar el primer tercio de la canción, pero en su lugar dijo: "Damas y caballeros, los amo, gracias por venir, pero ya no puedo continuar". Quitándose la chaqueta que llevaba puesta, agradeció al público por haberlo acompañado durante treinta años, se despidió y abandonó el escenario. Su promotor de gira, Andrew Miller, negó que este fuera el final de la carrera de Meat Loaf y dijo que continuaría la gira después de un adecuado descanso.
Los próximos dos conciertos de la gira, en el NEC y en el Manchester Evening News Arena, fueron cancelados debido a una "laringitis aguda" y reprogramados para finales de noviembre. También se canceló el concierto programado para el 6 de noviembre de 2007 en el Wembley Arena de Londres. Meat Loaf canceló su gira europea en 2007 después de que le diagnosticaran un quiste en las cuerdas vocales. Después de hacer una declaración, dijo: "Me rompe el corazón no poder hacer estos espectáculos", y finalmente prometió que volvería a los escenarios.
El 27 de junio de 2008 regresó a los escenarios en Plymouth, Inglaterra en el marco de la gira Casa de Carne con la vocalista Patti Russo, quien debutó una de sus canciones originales en dicho concierto. La gira visitó países como Inglaterra, Irlanda, Alemania, Países Bajos, Portugal, Noruega, Suecia, Finlandia y Dinamarca. También fueron programadas seis fechas en los Estados Unidos entre octubre y diciembre de 2008.

#### Hang Cool Teddy BearyHell in a Handbasket
En mayo de 2009 comenzó a trabajar en el álbum Hang Cool Teddy Bear con el productor del álbum American Idiot de Green Day, Rob Cavallo. Se valió del trabajo de compositores como Justin Hawkins, Rick Brantley, Tommy Henriksen y Jon Bon Jovi.

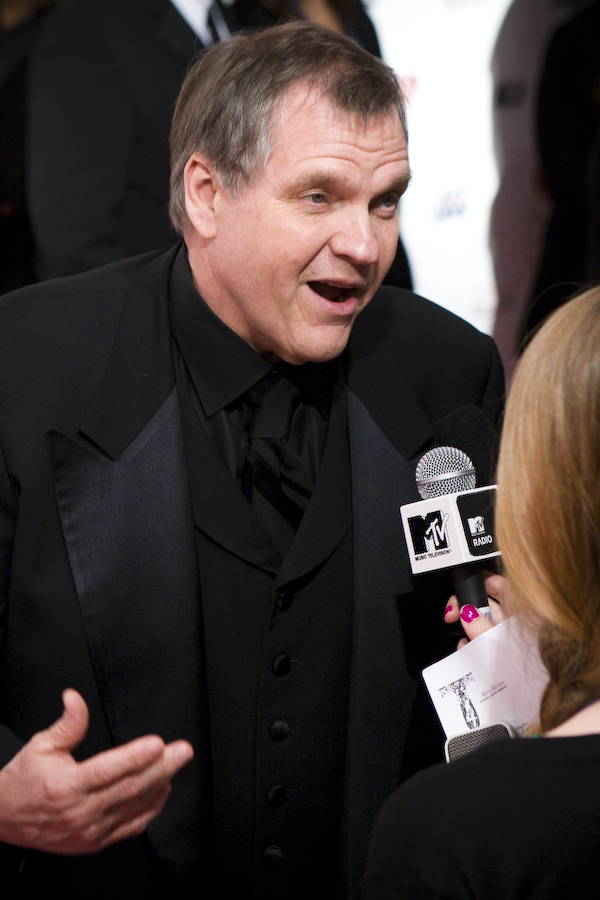
Loaf en 2009.

El álbum está basado en un cuento del guionista y director Kilian Kerwin, amigo del cantante desde hace mucho tiempo. Los actores Hugh Laurie y Jack Black fueron invitados a la grabación del disco, Laurie toca el piano en la canción "If I Can't Have You", mientras que Black canta a dúo con Meat Loaf en "Like A Rose". Patti Russo y Kara DioGuardi también aportan su voz en el álbum. Los guitarristas Brian May y Steve Vai fueron invitados a la grabación igualmente. El primer sencillo del álbum, "Los Angeloser", fue lanzado para su descarga el 5 de abril. Veinte días después el álbum se ubicó en la cuarta posición en las listas británicas.
En mayo de 2011 el cantante confirmó en un vídeo en su cuenta de YouTube que estaba en el proceso de grabar un nuevo álbum llamado Hell in a Handbasket. Según Meat Loaf, el álbum fue grabado y producido por Paul Crook y Dough McKean se encargó de mezclarlo con la colaboración de Rob Cavallo. Nuevamente Patti Russo aportó su voz, en la canción "Our Love and Our Souls". El disco fue publicado en septiembre de 2011 en Australia, en febrero de 2012 en el Reino Unido y en marzo del mismo año en los Estados Unidos.

#### Braver Than We Are
Meat Loaf afirmó en 2011 que tenía planeado publicar un álbum navideño, titulado Hot Holidays, proyecto que hasta la fecha no se ha materializado.
En 2013 afirmó que trabajaría nuevamente con Jim Steinman en un nuevo álbum llamado Brave and Crazy. El álbum fue publicado en 2016 con el título Braver Than We Are. Fue lanzado al mercado el 9 de septiembre en Europa y el 16 del mismo mes en Norteamérica.

## Carrera como actor

### Años 1970
Paralelo a su extensa carrera en la música, Meat Loaf apareció en teatro, cine y televisión. Su primera aparición notable ocurrió en la película de 1975 The Rocky Horror Picture Show, en la que interpretó el papel de Eddie, tras haber aparecido en las obras musicales Rainbow in New York, More Than You Deserve y Hair. En 1979 realizó pequeñas apariciones en dos largometrajes, Americathon de Neal Israel y Scavenger Hunt de Michael Schultz.

### Años 1980
En 1980 protagonizó su primer largometraje, Roadie de Alan Rudolph, en un elenco conformado por otros famosos músicos como Alice Cooper, Roy Orbison y Deborah Harry. En la película interpretó a un camionero que por circunstancias se convierte en roadie. Un año después protagonizó Dead Ringer, largometraje musical basado en el álbum del mismo nombre del cantante. Out of Bounds de 1986 fue su siguiente aparición en cine, compartiendo elenco con Anthony Michael Hall y Jenny Wright. 
En la década de 1980 también realizó algunas apariciones como estrella invitada en algunas series de televisión. En 1981 apareció en un episodio de la serie Strike Force. Cuatro años más tarde se le pudo ver en el episodio "Bump and Run" de la serie de suspenso The Equalizer y en 1988 apareció en el episodio "Where's the Rest of Me?" del seriado de terror Monsters.

### Años 1990
En la década de 1990 apareció en varias producciones cinematográficas con escasa relevancia, salvo su trabajo en las películas Motorama (1991), Wayne's World (1992), Spiceworld: The Movie (1997), Crazy in Alabama (1999) y especialmente Fight Club (1999), en la que interpretó a Robert "Bob" Paulson, un hombre obeso que sufre de cáncer testicular.
En 1992 apareció en el episodio "What's Cookin'?" de la serie de terror Tales from the Crypt. En 1997 actuó en las series The Dead Man's Gun y Nash Bridges, y un año después se interpretó a sí mismo en el episodio "Chef Aid" de South Park, capítulo en el que aparecieron otros músicos y bandas de rock como Joe Strummer, Rancid, Ozzy Osbourne, Ween, Primus, Elton John, Rick James y DMX.

### Años 2000
En la década de 2000 el músico registró más de veinte apariciones en largometrajes y telefilmes. De esta década destaca su participación en las películas The 51st State (2001), Wishcraft (2002) y Tenacious D in The Pick of Destiny (2006), en la que interpretó al padre de JB, personaje interpretado por Jack Black. Sin embargo, no llegó a aparecer en los títulos de crédito de la cinta.
Nuevamente en esta década realizó apariciones en televisión. En 2006 interpretó el papel de Jake Feldman en el episodio "Pelts" de la serie de terror de antología Masters of Horror. Interpretó a Eddie, un paciente, en el episodio "Simple Explanation" de la serie House y a Hadley Jorgensen en el episodio "Mr. Monk and the Voodoo Curse" de Monk, ambas en 2009.

### Años 2010
En la década de 2010 apareció en algunas producciones cinematográficas menores, registrando su última participación en la película cómica de Colin Theys Wishin' and Hopin' en 2014. Tras aparecer en episodios de las series Glee, Elementary y Fairly Legal, en 2017 interpretó el papel recurrente de Doug en la serie de Netflix Ghost Wars, como un viejo habitante de Port Moore, una remota localidad ubicada en Alaska donde se desarrollan inexplicables fenómenos paranormales.

## Vida privada
En 1984, Meat Loaf cambió legalmente su primer nombre de Marvin a Michael. El músico era un fanático del béisbol y de los Yankees de Nueva York, además era seguidor del club de fútbol inglés Hartlepool United F.C. Residió cerca de la ciudad de Calabasas, en California.
Expresó en varias ocasiones que sufría de ansiedad social, que se sentía incómodo en sociedad y que cuando se encontraba en esa situación no sabía exactamente qué hacer. También reveló que no salía muy seguido y que sentía que llevaba una vida aburrida, afirmando que incluso le asustaba asistir a fiestas y reuniones sociales de ese tipo. Finalmente confesó que se reunía con otros músicos principalmente en situaciones laborales.

### Familia

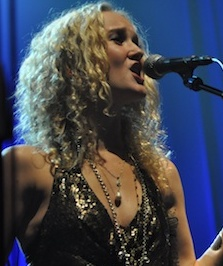
La cantante Pearl Aday es la hija adoptiva de Meat Loaf.

En diciembre de 1978 el músico se trasladó a Woodstock, Nueva York, para trabajar con el compositor Jim Steinman. En el estudio de Bearsville Records conoció a su futura esposa, Leslie G. Edmonds; se casaron un mes después de conocerse. Leslie tenía una hija, Pearl, de un matrimonio previo y que él adoptó (Pearl más tarde contrajo matrimonio con Scott Ian, el guitarrista rítmico de la banda estadounidense de thrash metal Anthrax).
Meat Loaf y su familia se mudaron a Stamford, Connecticut en 1979. Dos años después Leslie dio a luz a Amanda, en la actualidad una actriz. El músico y Leslie se divorciaron en 2001. Se casó con Deborah Gillespie en 2007, quien lo acompañó hasta sus últimos días.

### Accidentes e incidentes
En octubre de 2006 el jet privado del músico tuvo que aterrizar de emergencia en el Aeropuerto de Londres-Stansted por un fallo en el tren de aterrizaje.
En 2011 se desmayó en el escenario mientras brindaba un recital en Pittsburgh. Nuevamente colapsó en un escenario de Edmonton el 16 de junio de 2016, debido a una deshidratación severa después de haber cancelado otros dos espectáculos debido a una enfermedad. La reproducción que contenía su pista vocal pregrabada en Edmonton continuó mientras el cantante yacía inconsciente en el escenario.

### Fallecimiento
Meat Loaf falleció el 20 de enero de 2022 a los setenta y cuatro años. La noticia fue confirmada por su familia en la página oficial de Facebook del músico. En el comunicado se indica que su esposa y sus dos hijas lo acompañaron en sus últimos momentos. Aunque inicialmente no se informó sobre la causa de su muerte, el portal TMZ manifestó que su fallecimiento se debió a complicaciones derivadas del COVID-19.

## Discografía
- Stoney & Meatloaf (1971)
- Bat Out of Hell (1977)
- Dead Ringer (1981)
- Midnight at the Lost and Found (1983)
- Bad Attitude (1984)
- Blind Before I Stop (1986)
- Bat Out of Hell II: Back into Hell (1993)
- Welcome to the Neighbourhood (1995)
- Couldn't Have Said It Better (2003)
- Bat Out of Hell III: The Monster Is Loose (2006)
- Hang Cool Teddy Bear (2010)
- Hell in a Handbasket (2011)
- Braver Than We Are (2016)

## Filmografía

### Cine
| Año  | Título                             | Papel                          | Notas         |
| ---- | ---------------------------------- | ------------------------------ | ------------- |
| 1962 | State Fair                         | Joven                          | No acreditado |
| 1975 | The Rocky Horror Picture Show      | Eddie                          |               |
| 1979 | Americathon                        | Roy Budnitz                    |               |
| 1979 | Scavenger Hunt                     | Scum                           |               |
| 1980 | Roadie                             | Travis W. Redfish              |               |
| 1981 | Dead Ringer                        | Meat Loaf / Marvin             |               |
| 1986 | Out of Bounds                      | Gil                            |               |
| 1986 | The Squeeze                        | Titus                          |               |
| 1991 | Motorama                           | Vern                           |               |
| 1992 | Wayne's World                      | Tiny                           |               |
| 1992 | The Gun in Betty Lou's Handbag     | Lawrence                       |               |
| 1992 | Leap of Faith                      | Hoover                         |               |
| 1995 | To Catch a Yeti                    | Big Jake Grizzly               | Telefilme     |
| 1997 | Spiceworld: The Movie              | Dennis                         |               |
| 1998 | Gunshy                             | Lew Collins                    |               |
| 1998 | Black Dog                          | Red                            |               |
| 1998 | The Mighty                         | Iggy Lee                       |               |
| 1998 | Outside Ozona                      | Floyd Bibbs                    |               |
| 1999 | Crazy in Alabama                   | Sheriff John Doggett           |               |
| 1999 | Fight Club                         | Robert "Bob" Paulson           |               |
| 1999 | A tekerölantos naplója             |                                |               |
| 2000 | Blacktop                           | Jack                           | Telefilme     |
| 2001 | The Ballad of Lucy Whipple         | Amos "Rattlesnake Jake" Frogge | Telefilme     |
| 2001 | Face to Face                       | Conductor                      |               |
| 2001 | Rustin                             | Entrenador Trellingsby         |               |
| 2001 | Trapped                            | Jim Hankins                    | Telefilme     |
| 2001 | Focus                              | Fred                           |               |
| 2001 | The 51st State                     | The Lizard                     |               |
| 2001 | Polish Spaghetti                   | Crítico de comida              |               |
| 2002 | The Salton Sea                     | Bo                             |               |
| 2002 | Wishcraft                          | Detective Sparky Shaw          |               |
| 2003 | Learning Curves                    | Timmons                        |               |
| 2004 | A Hole in One                      | Billy                          |               |
| 2005 | Extreme Dating                     | Marshall Jackson               |               |
| 2005 | Chasing Ghosts                     | Richard Valbruno               |               |
| 2005 | Crazylove                          | John                           |               |
| 2005 | BloodRayne                         | Leonid                         |               |
| 2006 | The Pleasure Drivers               | Dale                           |               |
| 2006 | Tenacious D in The Pick of Destiny | Bud Black                      | No acreditado |
| 2007 | Urban Decay                        | Rick Zero                      |               |
| 2007 | History Rocks                      | Meat Loaf                      |               |
| 2008 | Meat Loaf: In Search of Paradise   | Meat Loaf                      |               |
| 2009 | Tiger Force Forever: Unleashed     |                                |               |
| 2009 | Citizen Jane                       | Detective Jack Morris          | Telefilme     |
| 2010 | Burning Bright                     | Howie                          | No acreditado |
| 2010 | Beautiful Boy                      | Gerente del hotel              |               |
| 2010 | Polish Bar                         | Joe                            |               |
| 2011 | Absolute Killers                   | Dan                            |               |
| 2013 | The Moment                         | Sargento Goodman               |               |
| 2013 | All American Christmas Carol       | Ross                           | [ 87 ]        |
| 2014 | Stage Fright                       | Roger McCall                   |               |
| 2014 | Wishin' and 'Hopin'                | Monseñor Muldoon               |               |

### Televisión
| Año  | Título                              | Papel             | Notas                                     |
| ---- | ----------------------------------- | ----------------- | ----------------------------------------- |
| 1978 | Saturday Night Live                 | Invitado musical  |                                           |
| 1981 | Saturday Night Live                 | Invitado musical  |                                           |
| 1981 | Strike Force                        | Adams Family 1971 | Episodio: "MIA"                           |
| 1985 | The Equalizer                       |                   | Episodio: "Bump and Run"                  |
| 1988 | Monsters                            |                   | Episodio: "Where's the Rest of Me?"       |
| 1992 | Tales from the Crypt                | Chumley           | Episodio: "What's Cookin'?"               |
| 1997 | The Dead Man's Gun                  |                   | Episodio: "The Mail Order Bride"          |
| 1997 | Nash Bridges                        |                   | Episodio: "Wild Card"                     |
| 1998 | South Park                          | Meat Loaf         | Episodio: "Chef Aid"                      |
| 2000 | The Outer Limits                    | Angus Devine      | Episodio: "Gettysburg"                    |
| 2006 | Masters of Horror                   | Jake Feldman      | Episodio: "Pelts"                         |
| 2007 | Dick Clark's New Year's Rockin' Eve |                   |                                           |
| 2007 | Private Sessions                    |                   |                                           |
| 2008 | The F Word                          | Meat Loaf         |                                           |
| 2009 | Hannity                             | Meat Loaf         | Panelista                                 |
| 2009 | Tiger Force Forever: Unleashed      |                   |                                           |
| 2009 | Masters of Horror                   | Jake              | Episodio: "Pelts"                         |
| 2009 | House                               | Eddie             | Episodio: "Simple Explanation"            |
| 2009 | Bookaboo                            |                   |                                           |
| 2009 | Don't Forget the Lyrics             | Meat Loaf         |                                           |
| 2009 | Ghost Hunters                       | Meat Loaf         | Episodio: "Bat Out of Hell"               |
| 2009 | Monk                                | Hadley Jorgensen  | Episodio: "Mr. Monk and the Voodoo Curse" |
| 2010 | Popstar to Operastar                | Meat Loaf         | Juez                                      |
| 2010 | WWF Raw                             | Meat Loaf         |                                           |
| 2010 | Glee                                | Barry Jeffries    | Episodio: "The Rocky Horror Glee Show"    |
| 2010 | Ghost Hunters                       | Meat Loaf         | Episodio: "Sloss Furnaces"                |
| 2010 | This Week                           | Meat Loaf         |                                           |
| 2011 | The Celebrity Apprentice            | Meat Loaf         |                                           |
| 2012 | Fairly Legal                        | Charlie DeKay     | Episodio: "Kiss Me, Kate"                 |
| 2017 | Elementary                          | Herman Wolf       | Episodio: "The Ballad of Lady Frances"    |
| 2017 | Ghost Wars                          | Doug Rennie       | Reparto principal                         |